# NGC 2994
NGC 2994 is een lensvormig sterrenstelsel in het sterrenbeeld Leeuw. Het hemelobject werd op 24 februari 1827 ontdekt door de Britse astronoom John Herschel.

## Synoniemen
- UGC 5239
- MCG 4-23-35
- ZWG 122.82
- IRAS09444+2219
- PGC 28122